# VivaMúsica!

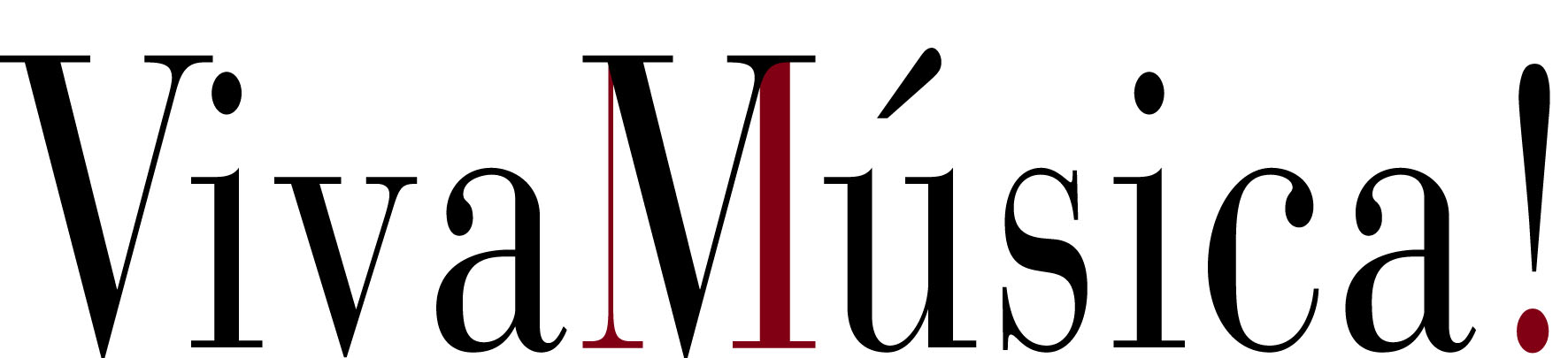
VivaMusica!'s logo

VivaMúsica! foi uma empresa brasileira de comunicação, especializada em promover e estimular o interesse por música clássica. Foi fundada em 9 de novembro de 1994 pela jornalista carioca Heloísa Fischer — que esteve à frente do projeto até o encerramento em 2015 —, com sede no Rio de Janeiro. Sua atuação ao longo de 21 anos compreendeu diversas iniciativas, incluindo publicação de edições impressas, produção de conteúdo em áudio, parcerias com emissoras de rádio e organização de eventos especiais. As atividades encerraram-se em dezembro de  2015. Foram sócios da empresa o publicitário Luiz Alfredo Moraes e a advogada Andrea Fraga D'Egmont. 

## Histórico
1994: Lançamento do primeiro projeto, a revista impressa mensal VivaMúsica!, que teve cinco mil assinantes pagos.  A circulação deu-se de forma independente a partir da fundação até meados de 1997, quando passou a circulou em parceria com a versão brasileira da publicação inglesa Classic CD. Em 1998, esta primeira publicação deixou de ser editada.
1995: Lançamento do site VivaMúsica!, desenvolvido por Alexandre Ribenboim, um dos pioneiros da internet comercial brasileira. Inicio da parceria com a rádio Cultura FM (São Paulo), com a transmissão do programa semanal 'Lançamentos VivaMúsica!", com produção e apresentação de Heloisa Fischer.
1996: Início da parceria com a rádio MEC FM do Rio de Janeiro, com transmissão do programa semanal 'Lançamentos VivaMúsica!", com produção e apresentação de Heloisa Fischer.
1998: Primeira edição do Guia VivaMúsica!, mapeamento do negócio da música clássica no Brasil, que viria a adotar o nome de Anuário VivaMúsica!. 
2002: Primeira edição da revista mensal Agenda VivaMúsica!, com a programação de eventos de música clássica na cidade do Rio de Janeiro.
2005: Início da articulação que viria a instituir o Dia Nacional da Música Clássica em 5 de março, nascimento do compositor Heitor Villa-Lobos. A data foi escolhida a partir de enquete entre os profissionais do setor clássico.
2006: Dia da Música Clássica torna-se oficial no município do Rio de Janeiro, por decreto do prefeito Cesar Maia.  Início da parceria com a CBN — Central Brasileira de Notícias — para a transmissão do boletim "VivaMúsica!, com Heloísa Fischer". 
2007: Dia da Música Clássica torna-se oficial no estado do Rio de Janeiro, por projeto de lei do então deputado estadual Alessandro Molon.  Início da parceria com a TAM Linhas Aéreas para produzir o canal de música clássica em todos seus vôos nacionais e internacionais, com produção e apresentação de Heloisa Fischer. 
2009: Dia da Música Clássica torna-se oficial no Brasli, por decreto do presidente Luiz Inácio Lula da Silva.
2010: Organização do projeto Democlássicos — Concertos na pista, vencedor do Prêmio Circuito Fundação Nacional de Artes de Música Clássica.  Produção da série de rádio Classicamente, vencedora do Prêmio Roquette-Pinto organizado pela Associação das Rádios Públicas Brasileiras (Arpub).  Início da página VivaMúsica! no Facebook.
2011: Organização do bloco Feitiço do Villa, em 5 de março, sábado de carnaval, para comemorar o Dia Nacional da Música Clássica. 
2013: Última edição do Anuário VivaMúsica!. Fim da parceria com a TAM. 
2015: Última edição da revista Agenda VivaMúsica! (janeiro/fevereiro). Última edição do boletim VivaMúsica! na Rádio CBN e encerramento das atividades da empresa (novembro).